# Osyris wightiana
Osyris wightiana är en sandelträdsväxtart som beskrevs av Nathaniel Wallich och Robert Wight. Osyris wightiana ingår i släktet Osyris och familjen sandelträdsväxter.

## Underarter
Arten delas in i följande underarter:
- O. w. rotundifolia
- O. w. stipitata